# Lagorai
Lagorai je název horského hřebene nalézajícího se ve Fleimstalských Alpách v italské autonomní provincii Trentino. Horský masiv z porfyru s černými, načervenalými nebo nazelenalými skalními stěnami vznikl sopečnou činností před 290 miliony let.
Nejvyšším vrcholem horského hřebene je Cima di Cece s nadmořskou výškou 2754 m n. m.. Východní část hřebene patří do přírodního parku Paneveggio - Pale di San Martino.

## Vymezení hranic
Hřeben Lagorai se táhne ve směru východ-západ od průsmyku Passo Rolle k Pergine Valsugana. Na východě ho ohraničuje říčka Torrente Cismon, která protéká jižním směrem od Passo Rolle přes Valle de Primiero. Na severu je ohraničena údolím Val Travignolo, které se táhne od Passo Rolle až po obec Predazzo. Dále tvoří severozápadní hranici hřebene Lagorai v údolích Val di Fiemme a Val di Cembra řeka Avisio. Na jihu je ohraničeno v údolí Vanoa pravým přítokem říčky Cismonu, a údolími Calamento a Campélle, dvěma severními bočními údolími údolí Valsugana. Ta také tvoří dělicí linii od žulového masivu Cima d'Asta. Na západě tvoří krajní západní hranici jezero Lago di Lases mezi údolím Cembra a Baselga di Piné a říčka Torrente Silla, která tvoří odtok z jezera Lago della Serraia u Baselga di Pinè a vlévá se do Fersiny západně od Pergine Valsugana.
Západně od Passo Manghen tvoří pohoří Lagorai dvě podskupiny s Monte Croce a horami horního údolí Fersintal. Jedná se o největší a nejméně osídlené pohoří v Trentinu.

## Nejvyšší vrcholy
- Cima di Cece 2754 m ve východní části pohoří
- Cimon Lastè delle Sute 2616 m v centrální oblasti
- Monte Croce 2490 m v západní oblasti

## Geologie

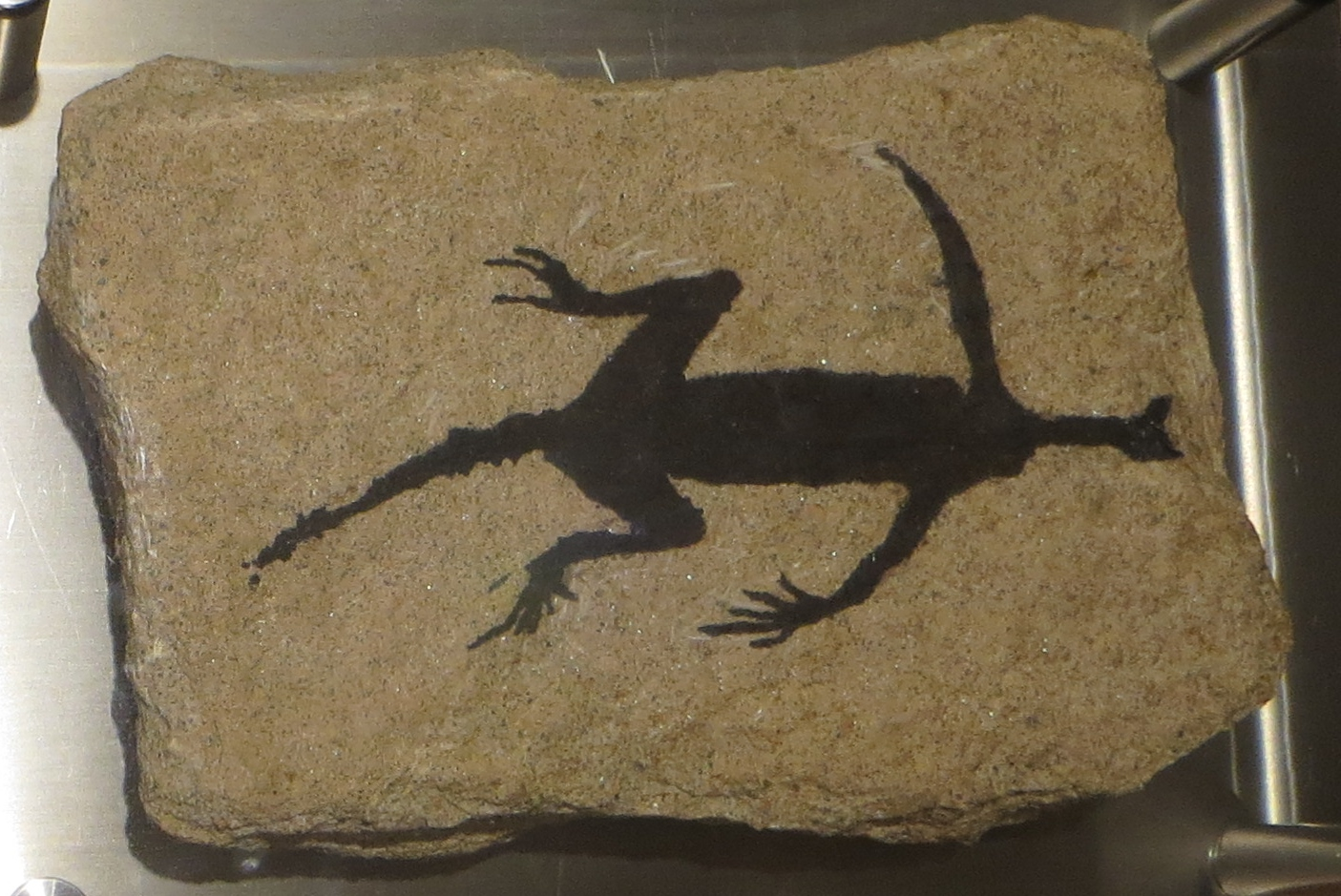
Tridentinosaurus antiquus (Kopie z Naturmuseum Südtirol)

Hřeben Lagorai je součástí echtalské sopečné skupiny, která vznikla v cisuralu před 290 až 270 miliony let. Díky diferenciaci magmatu se skládá z vulkanických hornin různého stáří, jako jsou andezit, ryolit, ryodacit a dacit. Obecně se horniny Lagorai označují také jednoduše jako porfyr. Termín lagoraický porfyr pochází od Giovanniho Battisty Trenera, který jej poprvé použil v roce 1904.
Jednalo se o subaerické sopky aktivní na souši nebo nad vodní hladinou. Vyvržené ignimbrity dosahovaly v Lagorai tloušťky až 2000 m. Na subaerickou aktivitu poukazují i nálezy fosilií, včetně unikátního Tridentinosaura antiquus objeveného v roce 1931 v lokalitě Stramaiolo severně od Baselga di Pinè. Tento malý ještěr žil v období spodního permu a vyhynul již před výskytem dinosaurů. Fosilie tohoto nejstaršího plaza jižních Alp je vystavena v Muzeu geologie a paleontologie Padovské univerzity.

## Historie

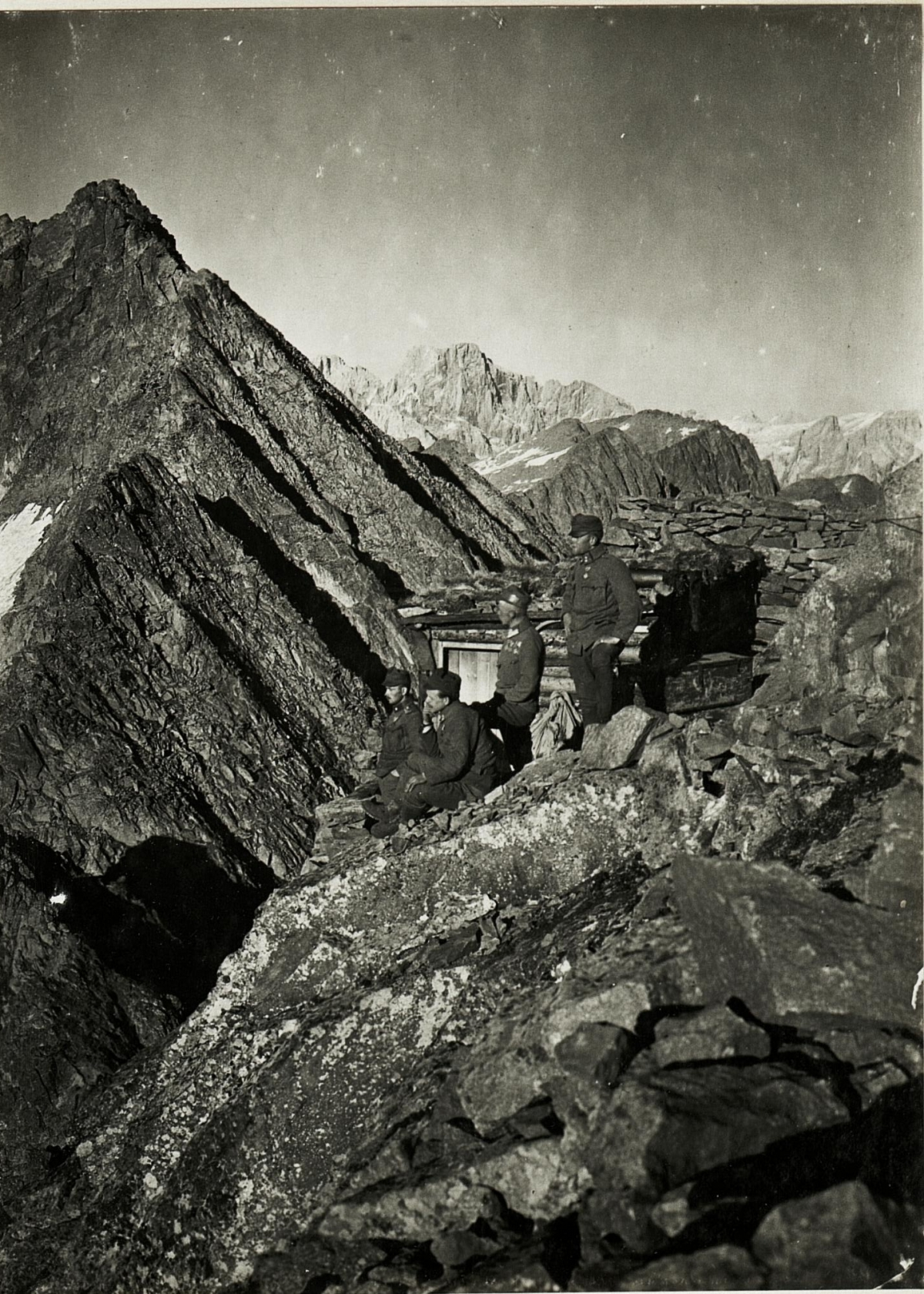
Rakousko-uherská vojenská hlídka na Kleiner Cece

Během první světové války představovaly Lagorai jedno z významnějších vedlejších válečných polí na italské frontě, zejména v roce 1916. Po vstupu Itálie do války v květnu 1915 nebylo pohoří zpočátku středem vojenského zájmu. Rakousko-uherská armáda se stáhla do pozic, které bylo možné snáze bránit, a vyklidila rozsáhlé oblasti mezi Valsuganou a Lagorai. Tuto nově vytvořenou obrannou linii obsadily pouze provizorní jednotky vojenské domobrany, podporované jednotkami německého alpského sboru. Italská armáda se zase soustředila na boje na frontě Isonzo a jen váhavě postupovala podél řek Brenta a Cismon na východ a sever. Tímto způsobem se masiv Cima d'Asta, který ležel jižně od Lagorai, dostal do italského držení bez boje. Až do začátku zimy se frontová linie táhla od Borgo Valsugana na sever přes údolí Val Calamento a Val Campelle k průsmyku Passo Cinque Croci a vlastního řetězce Lagorai se dotýkala jen okrajově.
Na začátku roku 1916 se italské pokusy o útok soustředily na úpatí západního řetězce Lagorai ležícího bezprostředně severně od Valsugany mezi městy Borgo Valsugana a Levico Terme. Tyto útoky, které si vyžádaly těžké ztráty a první použití útočných jednotek, jako byla Compagnia della Morte a předchůdce Arditi, skončily bez výraznějších změn v průběhu fronty. Během rakousko-uherské jarní ofenzívy 1916, která se této oblasti fronty dotkla jen okrajově, byli Italové opět zatlačeni zpět do okolí Borgo Valsugana.
Tento obraz se drasticky změnil v létě 1916, kdy italský náčelník generálního štábu Luigi Cadorna zahájil ofenzívu Val di Fiemme západně od Passo Rolle na hlavním východním hřebeni řetězce Lagorai. Tato ofenziva měla za cíl vázat rakousko-uherské síly, které tak nebyly k dispozici na hlavní frontě na řece Soči. Mezi červencem a říjnem 1916 se však s nasazením početných alpských praporů a s velkými ztrátami podařilo obsadit jen několik horských vrcholů, včetně Monte Cauriol, jižního vrcholu Busa Alta neboli Kaiserspitze a východního vrcholu Colbriconu. Zejména obsazení hory Cauriol považovala italská strana za velký úspěch, neboť díky němu získala přehled o zásobovacích trasách nepřítele, jako byla například železnice ve Fleimstalu, a mohla na ně odpovídajícím způsobem zaměřit vlastní dělostřelectvo. Všechny ostatní úseky mohly být drženy rakousko-uherskými jednotkami, které byly složeny zejména z jednotek domobrany. Po kruté zimě 1916/17 se pozice na Lagorai upevnily a k dalším větším pokusům o útok ani na jedné straně nedošlo. Pouze s pomocí minové války na Colbriconu a Busa dell'Oro se Italové pokoušeli získat výhody, avšak bez úspěchu.
Po zhroucení italské fronty na řece Soči a v Dolomitech v důsledku dvanácté bitvy na Isonzu Italové v listopadu 1917 vyklidili Lagorai, čímž válečné události na tomto úseku skončily.

## Alpinismus

### Turistické stezky
Pohořím Lagorai prochází řada turistických tras, které patří do sítě stezek Trentinského horolezeckého svazu (SAT). Dotýkají se ho také některé dálkové trasy, například E5 nebo Sentiero della Pace, která prochází pozicemi bývalé fronty v údolí Val di Fiemme. Trasa Translagorai naproti tomu překračuje hřeben Lagorai v celém svém prodloužení od Panarotty nad Levico Terme ve Valsuganě až po Passo Rolle. Náročný traverz, který je možný i v opačném směru, vyžaduje pět až šest dní a vzhledem k nedostatku spravovaných útulen je třeba strávit několik nocí v jednoduchých bivacích.